# 1342 Brabantia
Az 1342 Brabantia (ideiglenes jelöléssel 1935 CV) a Naprendszer kisbolygóövében található aszteroida. Hendrik van Gent fedezte fel 1935. február 13-án, Johannesburgban.